# Le Cirque des horreurs (film)
Pour les articles homonymes, voir Le Cirque des horreurs.
Pour plus de détails, voir Fiche technique et Distribution.
Le Cirque des horreurs (Circus of Horrors) est un film britannique réalisé par Sidney Hayers, sorti en 1960.

## Synopsis
Un chirurgien, le docteur Rossiter, est recherché par la police parce qu'il refait le visage de criminels en fuite. Après avoir opéré la fille d'un chef de cirque, Vanet, il a l'idée de s'associer avec lui sous le nom de Schüler, pour disparaître sous une fausse identité. Lorsque le chef du cirque est attaqué par son ours dansant, Rossiter ne fait rien pour l'aider et le laisse mourir. Il prend alors la direction du cirque et y emploie d'anciennes criminelles pour en faire un « temple de la beauté ».

## Fiche technique
- Titre français : Le Cirque des horreurs
- Titre original : Circus of Horrors
- Réalisation : Sidney Hayers
- Scénario : George Baxt
- Musique : Muir Mathieson & Franz Reizenstein
- Photographie : Douglas Slocombe
- Montage : Reginald Mills et Sidney Hayers
- Production : Samuel Z. Arkoff, Leslie Parkyn & Julian Wintle
- Société de production : Lynx Films Ltd.
- Pays d'origine : Royaume-Uni
- Langue : Anglais
- Format : Couleurs - 1,66:1 - Mono - 35 mm
- Genre : Drame, Horreur
- Durée : 92 min
- Dates de sortie : avril 1960 (Royaume-Uni), 31 août 1960 (États-Unis), mars 1961 (Paris)
- Affiche : Gilbert Allard (France)

## Distribution
- Anton Diffring (VF : Jean Berger) : Dr. Rossiter / Dr. Bernard Schüler
- Jane Hylton (VF : Claire Guibert) : Angela
- Kenneth Griffith : Martin
- Conrad Phillips (VF : Michel Gatineau) : l'inspecteur Arthur Desmond
- Erika Remberg : Elissa Caro
- Yvonne Monlaur (VF : Claude Chantal) : Nicole Vanet
- Vanda Hudson (VF : Paule Emanuele) : Magda von Meck
- Yvonne Romain (VF : Julia Dancourt) : Melina
- Donald Pleasence : Vanet
- Jack Gwillim : Supt. Andrews
- Colette Wilde (VF : Jacqueline Porel) : Evelyn Morley Finsbury
- John Merivale (VF : Yves Brainville) : Edward Finsbury
- Kenneth J. Warren (VF : Robert Dalban) : M. Loyale (non crédité)
- William Mervyn : Dr. Morley, père d'Evelyn
- Peter Swanwick : l'inspecteur allemand Knopf
- Walter Gotell : le baron Von Gruber
- Carla Challoner : Nicole Vanet enfant

## Autour du film
- Le tournage s'est déroulé aux studios de Beaconsfield.
- La chanson Look For A Star a été composée par Tony Hatch et interprétée par Garry Mills.
- Parmi les nombreux films se déroulant dans un cirque, citons Circus of Fear (1966), La Ronde sanglante (1967) ou Le Cirque des vampires (1972).
- Conrad Phillips avait déjà tourné sous la direction du cinéaste dans The White Trap (1959).